# Лунная походка (фильм)
«Лунная походка» (англ. Moonwalker) — американский музыкальный фильм-антология 1988 года с Майклом Джексоном в главной роли. Лента состоит из нескольких короткометражных эпизодов, снятых разными режиссёрами, это — сам Джексон, Джерри Крамер, Колин Чилверс, Уилл Винтон и Джим Блэшфилд. Фильм, по мнению критиков, является визуальным контекстным дополнением к альбому Джексона Bad.
Осенью 1988 года стартовал кинопрокат «Лунной походки» в Европе и Японии. В США фильм был выпущен лишь на видеокассетах в начале 1989 года. Критики сочли киноленту довольно увлекательной для просмотра, однако отметили довольно слабую сюжетную линию. На церемонии вручения «Грэмми» 1990 года лента была номинирована на статуэтку в категории Лучший музыкальный фильм.
По мотивам «Лунной походки» в период с 1989 по 1990 год выпускалась видеоигра Michael Jackson’s Moonwalker.

## Сюжет
Фильм «Лунная походка» выдержан в жанре антологии и состоит из нескольких короткометражных частей, которые можно рассматривать как визуальный контекст для альбома Джексона Bad. Лента открывается роликом, смонтированным из нескольких выступлений Джексона с песней «Man in the Mirror» на Bad World Tour и ретроспективной автобиографической компиляцией из разных концертных и телевизионных выступлений, а также клипов певца — как сольных, так и с группой The Jackson 5. Затем следуют несколько видеоклипов:
- «Badder» — пародия на видеоклип Джексона «Bad», в которой все роли сыграли дети[5].
- «Speed Demon» — сочетание реальной игры актёров и пластилиновой анимации, по сюжету ролика певец скрывается от назойливой толпы туристов и папарацци[6].
- «Leave Me Alone» — ещё один ролик, выдержанный в жанре игрового кино и сочетающий в себе актёрскую игру и анимацию. Музыкант оказывается посетителем в парке аттракционов, в котором оживают разнообразные сплетни о нём из прессы[1].
- Центральной сюжетной линией ленты стал 40-минутный эпизод «Smooth Criminal»[4][7][8]. По сюжету Майкл, обладающий сверхспособностями, и его друзья — бездомные дети Кэти, Шон и Зик — случайно раскрывают план Фрэнка ЛиДео по прозвищу Мистер Биг. Цель злодея — приучить всех детей на планете к наркотикам. Узнав, что его план раскрыт, ЛиДео пытается убрать ненужных свидетелей, начинается погоня, но Майклу, превратившемуся в футуристичный быстрый автомобиль, и его друзьям удаётся скрыться. Они договариваются о встрече в «Клубе 30-х», однако в назначенном месте дети обнаруживают лишь пустое заброшенное здание, разочарованные друзья выходят на улицу и собираются уйти. Но вдруг появляется Майкл, ребята видят, как дверь открывается перед ним с неожиданным порывом ветра, и «Клуб 30-х» волшебным образом оживает, Джексон исполняет песню «Smooth Criminal» и танцует с посетителями. Спустя некоторое время здание окружает отряд вооружённых наёмников Мистера Бига — они похищают Кэти. Майкл проникает в логово злодея, спасает девочку и уничтожает базу ЛиДео, превратившись сначала в большого робота, а затем в космический корабль.

- «Come Together» — по сути концовка сюжетной линии «Smooth Criminal» и одновременно завершение всего фильма. Майкл и дети оказываются за кулисами концертного зала, где их встречает менеджер Джексона, Фрэнк ДиЛео. Майкл готовится к выходу на сцену, а дети располагаются в зале. Завершается фильм выступлением Джексона перед живой аудиторией с кавер-версией на песню группы The Beatles «Come Together»[1][3].

Во время титров группа Ladysmith Black Mambazo выступает с песней «The Moon Is Walking» в «Клубе 30-х».

## Песни, прозвучавшие в фильме
| - Вступление 1. «Man in the Mirror» - Ретроспектива (фрагменты выступлений, видеоклипов и анимационных вставок) 1. «Music and Me» 2. «I Want You Back» 3. «ABC» 4. «The Love You Save» 5. «2-4-6-8» 6. «Who's Lovin' You» 7. «Ben» 8. «Dancing Machine» 9. «Blame It on the Boogie» 10. «Shake Your Body (Down to the Ground)» 11. «Rock With You» 12. «Don’t Stop ’til You Get Enough» 13. «Can You Feel It» 14. «Human Nature» 15. «Beat It» 16. «Thriller» 17. «Billie Jean» 18. «State of Shock» 19. «We Are the World» 20. «The Way You Make Me Feel» 21. «Dirty Diana» | - Основная часть 1. «Bad» (пародийная версия клипа, снятая специально для фильма) 2. «Speed Demon» 3. «Leave Me Alone» 4. «Smooth Criminal» 5. «Come Together» - Титры 1. «The Moon Is Walking» (песня Ladysmith Black Mambazo) 2. «Smooth Criminal» |

## В ролях
| Актёр                 | Роль                     |
| --------------------- | ------------------------ |
| Майкл Джексон         | Майкл                    |
| Джо Пеши              | Фрэнк ЛиДео (Мистер Биг) |
| Шон Леннон            | Шон                      |
| Брендон Адамс (актёр) | Зик, «Baby Bad» Майкл    |
| Келли Паркер          | Кэти                     |

## Сценарий и съёмки
В период записи альбома Bad Майкл Джексон запланировал снять масштабный видеоклип на одну из композиций — «Smooth Criminal». Первоначально певец задумывал выдержать его в жанре вестерна, события должны были разворачиваться в салуне на Диком Западе. Однако позднее он предпочёл этой идее образ гангстера 1930—40-х гг.: музыкант обратился к хореографу Винсенту Патерсону, дал ему послушать ещё сырую безымянную демоверсию песни и попросил у него помощи в реализации идеи танца «с десятью парнями в смокингах». Джексон выбрал в качестве режиссёра Колина Чилверса. Перед началом работы Чилверс показал Джексону британский кинодетектив «Третий человек» — именно он, по мнению режиссёра, должен был определить атмосферу нового короткометражного фильма. Певцу понравилась идея Чилверса, и в результате операторы использовали во время съёмки аналогичные приёмы работы с кинокамерой и светом. «Smooth Criminal» стал трибьютом мюзиклу «Театральный фургон» с кумиром Джексона Фредом Астером в главной роли. В связи с этим образ певца в ролике во многом повторяет облик Тони Хантера, главного героя мюзикла в эпизоде «The Girl Hunt»: белый костюм в стиле 40-х гг., федора, галстук, атласная синяя рубашка. Работа над фильмом началась ещё в 1986 году и велась 2 года. Постепенно задумка Джексона разрослась до почти 40-минутного эпизода, который было решено развить до полнометражного фильма-антологии, включив в него другие записи. Так сам певец срежиссировал видео под названием «Badder» — это пародия на его собственный ролик на песню «Bad», в которой все роли сыграли дети. Эпизод «Speed Demon» снял создатель пластилиновой анимации Уилл Винтон, Джим Блэшфилд стал режиссёром ролика «Leave Me Alone».

## Премьера и реакция критиков
Осенью 1988 года стартовал кинопрокат «Лунной походки» в Европе и Японии. Планировалось начать показ ленты и в американских кинотеатрах на Рождество 1988 года, но, по каким-то причинам, план был свёрнут. Фильм был выпущен на видеокассетах в начале 1989 года. По мотивам «Лунной походки» в период с 1989 по 1990 год была выпущена видеоигра Michael Jackson’s Moonwalker. В качестве саундтрека к игре были использованы песни Джексона из альбомов Thriller и Bad. На игровых уровнях певец появляется в образе из эпизода «Smooth Criminal».
Критик журнала Variety в своём обзоре фильма писал: «Неясен основной замысел „Лунной походки“ — хотя смотреть эту киноленту довольно увлекательно, она не выглядит структурированно и профессионально». Самой захватывающей, хорошо анимированной частью рецензент посчитал «Leave Me Alone». Журналист издания Clash отмечает: «Фильм справедливо критиковали за слабую сюжетную линию, однако в целом он представляет собой превосходную фэнтезийную визуальную интерпретацию тематик, затронутых в альбоме Bad».
На церемонии вручения «Грэмми» 1990 года лента была номинирована на статуэтку в категории Лучший музыкальный фильм.

## Сертификации
| Страна               | Сертификация  |
| -------------------- | ------------- |
| Канада (CRIA)        | 4× Платиновый |
| США (RIAA)           | 8× Платиновый |
| Великобритания (BPI) | 9× Платиновый |